# 札幌市交通局40形電車
札幌市交通局40形電車（さっぽろしこうつうきょく40がたでんしゃ）は、1921年に登場した札幌市電の路面電車車両である。

## 概要
1921年（大正10年）から1924年（大正13年）にかけて札幌電気軌道株式会社が導入した木造4輪単車。41～68号の28両。
開業時に購入した10形ではオープンだった運転台には戸が付き、客室と一体となった。ダブルルーフ部には水雷型ベンチレータが取り付けられていた。救助網は小型化され、フロントオーバーハング下に移動した。トロリーポールは1本で、折り返し時には向きを変える必要があった。
1927年（昭和2年)の市営化後、1948年（昭和23年）8月から1952年（昭和27年）8月にかけて全車廃車となった。水1～4号（1・2号は2代）、貨2～6号（2号は2代）の種車となったほか、コントローラほか電装品はササラ電車のブルーム駆動や22号電車の復元に流用され、一部の車両の車体は引揚者用住宅として払い下げられた。

## 主要諸元
- 全長：8,229mm
- 全幅：2,209mm
- 全高：3,454mm
- 自重：7.0t
- 定員：42人
- 出力・駆動方式：26.11kW×2（41・42号）、22.38kW（43～56号）、17.25kW×2（57～68号）・吊り掛け式
- 台車型式：ブリル21E